# Lega calcistica degli Emirati Arabi Uniti 1987-1988
La UAE Football League 1987-1988 è la 25ª edizione della massima competizione calcistica nazionale per club degli Emirati Arabi Uniti. La squadra campione in carica è il Sharjah FC.A questa edizione della massima serie prendono parte 12 squadre, col finire del campionato a laurearsi campione degli Emirati Arabi Uniti diventa per la prima volta nella sua storia e l'Al-Wasl.

## Classifica
|                                | Pos. | Squadra       | G  | V  | N | P  | GF | GS | Pt |
| ------------------------------ | ---- | ------------- | -- | -- | - | -- | -- | -- | -- |
| Emirati Arabi Uniti (bandiera) | 1    | Al-Wasl       | 22 | 17 | 1 | 4  | 65 | 24 | 52 |
|                                | 2    | Sharjah       | 22 | 12 | 6 | 4  | 47 | 32 | 42 |
|                                | 3    | Al-Ahli Dubai | 22 | 9  | 8 | 5  | 33 | 17 | 35 |
|                                | 4    | Al-Khaleej    | 22 | 9  | 8 | 5  | 21 | 19 | 35 |
|                                | 5    | Al-Ain        | 22 | 9  | 6 | 7  | 26 | 24 | 33 |
|                                | 6    | Al-Shaab      | 22 | 9  | 5 | 8  | 28 | 27 | 32 |
|                                | 7    | Al-Shabab     | 22 | 9  | 4 | 9  | 36 | 32 | 31 |
|                                | 8    | Al-Nasr       | 22 | 7  | 8 | 7  | 32 | 25 | 29 |
|                                | 9    | Al-Wahda      | 22 | 6  | 8 | 8  | 20 | 24 | 26 |
|                                | 10   | Emirates      | 22 | 5  | 6 | 11 | 19 | 29 | 21 |
|                                | 11   | Ittihad Kalba | 22 | 3  | 5 | 14 | 21 | 54 | 14 |
|                                | 12   | Ras Al Khaima | 22 | 3  | 3 | 16 | 16 | 57 | 12 |

Legenda:

      Campione degli Emirati Arabi Uniti 1987-1988, ammessa al Coppa dei Campioni del Golfo 1989

      Retrocessa in UAE Second Division 1988-1989

Note:
Due punti a vittoria, uno a pareggio, zero a sconfitta.